# Seis de Citgo
Los Seis de Citgo es el nombre por el que se conoce a seis altos directivos de Citgo, filial de la compañía estatal Petróleos de Venezuela (PDVSA), detenidos el 21 de noviembre de 2017 y acusados de firmar un acuerdo que era "desfavorable" para la filial venezolana. Los ejecutivos han negado los cargos en su contra y han declarado que son víctimas de una medida política del gobierno venezolano para presionar al gobierno estadounidense. Al grupo se le concedió arresto domiciliario en diciembre de 2019, pero fueron encarcelados nuevamente el mismo día en el que el presidente Donald Trump recibió a Juan Guaidó en la Casa Blanca. El 26 de noviembre de 2020 los ejecutivos fueron sentenciados por cargos relacionados con corrupción. El 30 de abril de 2021 se les dictó una medida de arresto domiciliario, pero fueron trasladados a El Helicoide después de la extradición del empresario colombiano Álex Saab en 2021, quien enfrentaba cargos federales de lavado de dinero en Estados Unidos. El gobierno estadounidense ha exigido la liberación inmediata del grupo. El 1 de octubre de 2022 son liberados en un intercambio a cambio de la liberación de en medio de críticas de los narcosobrinos.

## Antecedentes
Para 2017, según los datos reportados a la Organización de Países Exportadores de Petróleo (OPEP), Venezuela registró una producción de 1,86 millones de barriles de crudo por día, la cifra más reducida en los últimos 28 años, una caída causada por la falta de inversión en el sector.
Al momento de la detención de los directivos, Venezuela enfrentaba dificultades para el pago de su deuda soberana y la de la compañía estatal Petróleos de Venezuela (PDVSA), la cual aportaba el 96%. La semana anterior PDVSA había sido declarada en default por la Asociación Internacional de Swaps y Derivados (ISDA), que reúne a tenedores de bonos, después de que S&P Global Ratings y Fitch calificaran a la empresa y a Venezuela en incumplimiento parcial. Para entonces los títulos de la compañía representaban un 30% de la deuda externa venezolana, estimada en unos 150.000 millones de dólares.
A fines de octubre, un alto directivo de PDVSA y una decena de funcionarios fueron arrestados, acusados de malversación. Según la oposición, las investigaciones no significan una intención genuina del gobierno de combatir la corrupción, sino que reflejan las divisiones internas por la administración de PDVSA.En acta correspondiente a la reunión N-2017-17 celebrada el día 14/6/2017, la junta directiva para ese momento estaba conformada por las siguientes personas: Eulogio del Pino (presidente); Maribel Parra (VP-Ejecutivo); Delcy Eloina Rodríguez (Vicepresidente); Mariany Gómez (VP); César Triana (VP); Nelson Ferrer (VP); Yurbis Gómez (Directora Externa; Wils Rangel (Director Externo); Ricardo Menéndez (Director Externo); Rodolfo Marco Torres (Director Externo); José Pereira (Presidente Internacional de Citgo); Vicky Zárate (Consultora Jurídica de Pdvsa). De acuerdo a la periodista de investigación, las evidencias muestran que la junta directiva de la empresa estatal conocía los términos de la reestructuración.

## Detención
Los directivos fueron llamados a Caracas bajo pretexto para una "reunión de emergencia" y posteriormente detenidos el 21 de noviembre de 2017, acusados de corrupción. Cinco de ellos eran ciudadanos de Estados Unidos, mientras que uno de ellos era residente permanente. De acuerdo a Human Rights Watch, los ejecutivos fueron acusados de firmar un acuerdo que "desfavorable" para la filial venezolana. Tarek William Saab, el fiscal general nombrado por la Asamblea Nacional Constituyente, declaró que al grupo se les imputarían los cargos de "peculado, legitimación de capitales" y "asociación para delinquir". El Fiscal dijo que estos directivos firmaron en julio un acuerdo para refinanciar la deuda de Citgo para los programas de deuda 2014 y 2015 por 4,000 millones de dólares, en condiciones contrarias a los intereses de Venezuela y que dejaba a la refinería en una posición comprometida, sin coordinar con las autoridades competentes.
Los ejecutivos han negado los cargos en su contra y han declarado que son víctimas de una medida política del gobierno venezolano para presionar al gobierno estadounidense. A los ejecutivos se les concedió arresto domiciliario en diciembre de 2019, pero fueron encarcelados nuevamente el mismo día en el que el presidente Donald Trump recibió a Juan Guaidó en la Casa Blanca el 5 de febrero de 2020. El 26 de noviembre de 2020 los ejecutivos fueron sentenciados a entre casi 9 y 13 años de prisión por los cargos relacionados con corrupción. Indicando que los cargos contra los directivos estaban "políticamente motivados", el 30 de diciembre el Departamento de Tesoro de los Estados Unidos sancionó a Lorena Cornielles Ruiz, jueza de la dirección ejecutiva del Tribunal Supremo de Justicia de Venezuela que presidió el juicio, y a Ramón Antonio Torres Espinoza, fiscal principal del caso. El 30 de abril de 2021, después de la toma de posesión del presidente Joe Biden, al grupo se les dictó una medida de arresto domiciliario.
En octubre de 2021 el gobierno de Nicolás Maduro como respuesta a la extradición del empresario colombiano Álex Saab a EE. UU. desde Cabo Verde, quien enfrentaba cargos federales de lavado de dinero en Estados Unidos, la gestión de Nicolás Maduro trasladó a los ejecutivos de arresto domiciliario a la a la sede del Servicio Bolivariano de Inteligencia en El Helicoide. Su abogada denunció que el traslado se hizo sin una orden judicial e indicó que todavía existían recursos a la espera de una decisión, tanto en las cortes de apelaciones como en la Sala Constitucional del Tribunal Supremo de Justicia. El gobierno estadounidense ha exigido la liberación inmediata del grupo, caso que ocurrió en 2022.

## Directivos
Entre los ejecutivos se encontraba José Pereira, el presidente ejecutivo de CITGO, y a cinco vicepresidentes de la compañía.

### José Pereira
José Ángel Pereira Ruimwyik se graduó en 1985 en administración de empresas en la Universidad de Oriente en Venezuela, tras lo cual empezó a trabajar en Corpoven, compañía que se convertiría en PDVSA. Durante los 32 años en los que ha trabajado con la compañía ha ejercido altos cargos, y en 2017 fue designado como director ejecutivo interino de CITGO, posición que ocupaba en el momento de su encarcelación. La familia de Pereira, la cual vivía en Venezuela cuando es detenido, denunció que se vio forzada a huir del país por “demandas de extorsión y amenazas de secuestro”.

### José Zambrano
José Luis Zambrano se mudó a Estados Unidos durante la educación secundaria, y vivió con una familia adoptiva en Gonzales, Luisiana, permitiéndole estudiar inglés. Posteriormente entró a la Universidad Estatal de la Florida, donde se graduó en ingeniería industrial en 1991. Después de recibir la oferta para trabajar en Petróleos de Venezuela, Zambrano regresó a su país natal, donde trabajó varios años, regresó a Estados Unidos en 1999 para continuar con sus labores en la sede de CITGO Asphalt en Filadelfia, Pensilvania. Más adelante se mudó con toda su familia a Katy, Texas, para desempeñarse como responsable de administración de servicios compartidos, cargo que ocupa actualmente. El 31 de mayo de 2024 los hermanos  Alirio José Zambrano y José Luis Zambrano demandaron a Citgo por 400 millones de dólares por ser detenidos y torturados en Venezuela bajo engaños desde 2017 hasta octubre de 2022.

### Gustavo Cárdenas
Gustavo Cárdenas venezolano y estadounidense naturalizao se graduó en 1992 en ciencias políticas en la Universidad de los Andes en Venezuela. Comenzó su carrera profesional el año siguiente trabajando en Corpoven SS, una antigua filial de PDVSA, y en 2005 CITGO le ofreció  ejercer el puesto de gerente de relaciones internacionales. En 2008 fue designado como gerente general de comunicaciones, relaciones y responsabilidad social corporativa. Cárdenas trabajó por 24 años para CITGO y sería ascendido a varios cargos, incluyendo los de gerente general de presidencia y vicepresidente de relaciones estratégicas. Al momento de su detención ocupaba la posición de presidente de la Junta de la Fundación Simón Bolívar, una institución benéfica que cuenta con el respaldo exclusivo de CITGO.

### Jorge Toledo
Jorge Luis Toledo Kohury es egresado de la Universidad Simón Bolívar de Venezuela. Comenzó su carrera profesional en 1986 con Exxon Chemical, pero en 1997 recibió una oferta para trabajar en la división de CITGO Lubricants en Florida. Posteriormente estudió obtuvo una maestría en administración de empresas en la Universidad de Miami, lo que le permitió ascender dentro de la compañía. El último cargo que ocupó fue el de vicepresidente de suministro y marketing, posición a la que fue ascendida en 2017; su función principal era la de supervisar el suministro y el comercio de hidrocarburos para CITGO. Toledo es un aficionado del atletismo y ha competido en varias maratones.

### Alirio Zambrano
Alirio Zambrano se mudó a Baton Rouge en 1981 para estudiar ingeniería mecánica en la Universidad Estatal de Luisiana. Zambrano empezó su carrera profesional en Venezuela, y en 1999 aceptó la posición como gerente de proyectos en la refinería CITGO de Lake Charles. Nuevamente en Estados Unidos, continuó sus estudios en la Universidad Estatal de McNeese y obtuvo una licenciatura en ingeniería química. Posteriormente se trasladó a Texas para desempeñarse como vicepresidente y gerente general de la Refinería Corpus Christi. Para 2021 su abogada había expresado preocupación por Zambrano, dado que padece de una enfermedad pulmonar y debe dormir junto a una máquina de oxígeno.

### Tomeu Vadell
Tomeu Vadell Recalde ocupaba la posición de vicepresidente de operaciones de refinación al momento de su detención. Tiene ascendencia española; su padre nació en la isla de Mallorca y Vadell en Venezuela. También tiene pasaporte estadounidense después de haberse naturalizado. Desde su detención Vadell ha perdido 60 libras (27 kilos) y su familia ha denunciado que ha sufrido de desnutrición, teniendo una ingesta de 600 calorías. Liberado en 2022, demandó a Citgo por 100 millones de dólares por los casi cinco años detenido en Venezuela, donde fue torturado en la cárcel. Un representante de Citgo se solidarizó por la empresa pero no estaba de acuerdo con la demanda.

## Liberación
Gustavo Cárdenas fue liberado el 9 de marzo de 2022 gracias a gestiones de la embajada de Estados Unidos.
En un hecho poco usual en la historia de los Estados Unidos, el 1 de octubre de 2022, el presidente estadounidense Joe Biden liberó a los dos "narcosobrinos" sentenciados en un canje de prisioneros realizado con Nicolás Maduro a cambio de siete estadounidenses; dos norteamericanos los ciudadanos Osmar Khan y Matthew Heath(detenidos en una operación militar desactivada por autoridades venezolanas) y a los cinco exgerentes de Citgo que aún estaban detenidos. Esta acción generó descontento entre muchos venezolanos dentro y fuera del país. El canje se produjo en la nación caribeña de San Vicente y Las Granadinas.